# Farmarlag

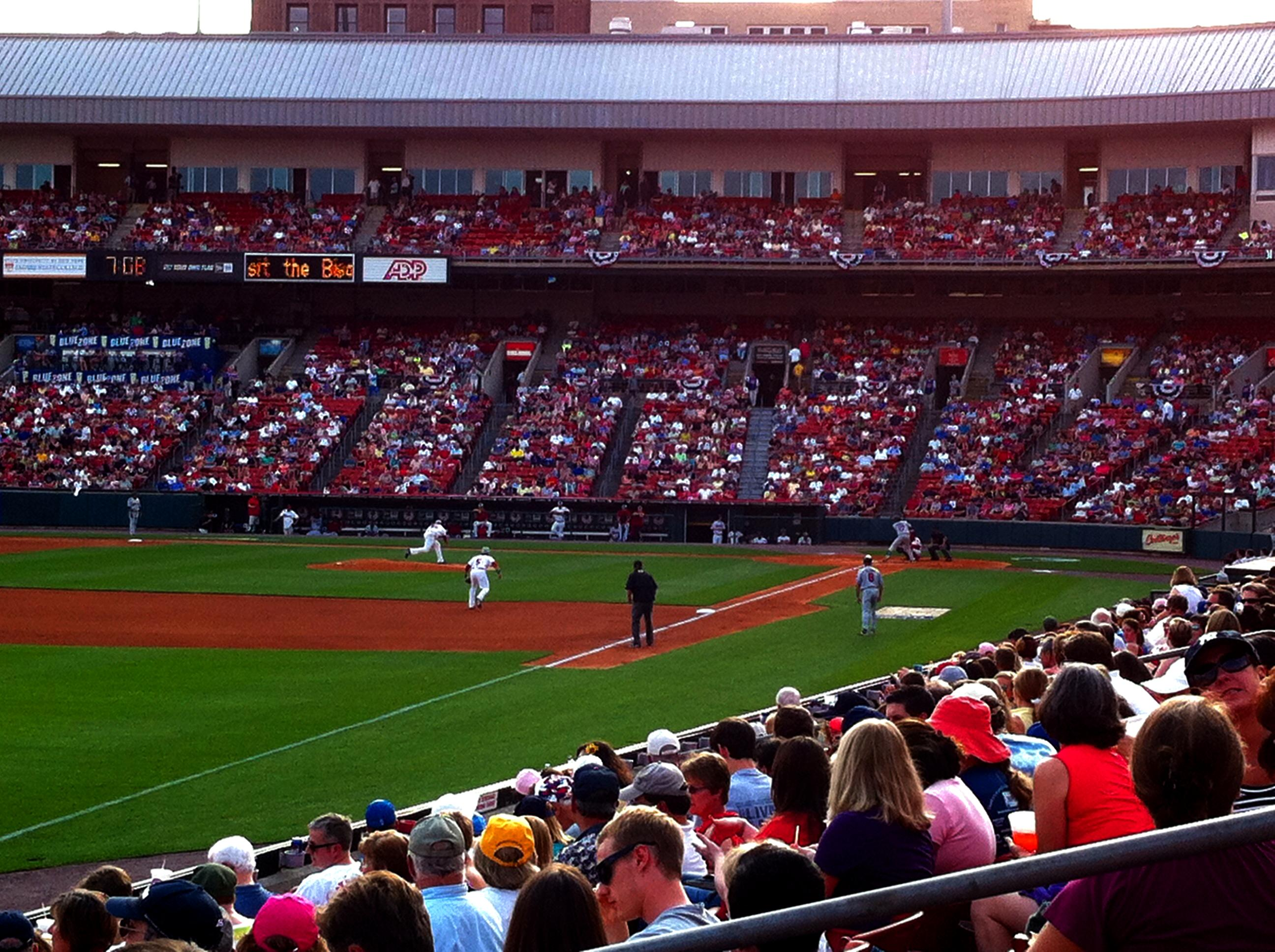
Buffalo Bisons är farmarlag till Toronto Blue Jays.

Ett farmarlag (engelska: farm team) är en idrottsklubb som samarbetar med en klubb på en högre nivå (moderklubben) genom att ta hand om spelare som inte platsar i moderklubben och ge dem kontinuerlig matchträning. Genom avtalet mellan klubbarna blir det lätt att flytta spelare fram och tillbaka utan att hindras av de restriktioner som i vanliga fall gäller för spelarbyten och spelarköp. För att förhindra missbruk finns i allmänhet en regel om att en klubb inte får spela i samma serie som dess farmarlag.
Farmarlag är mycket vanliga i Nordamerika, där till exempel flera av ishockeyklubbarna som spelar i AHL fungerar som farmarlag till moderklubbarna i NHL, men fenomenet förekommer även i Europa. I Europa är dock oftast så kallade reservlag, andralag eller B- och C-lag vanligare.
Det finns oftast ingen koppling mellan farmarlaget och moderklubben på så sätt att de har liknande namn eller är baserade på samma ort. Det finns undantag, till exempel är Pawtucket Red Sox farmarlag till Boston Red Sox, och Detroit Falcons har varit farmarlag till Detroit Red Wings. Ofta finns farmarlaget på en mindre ort och moderklubben på en större, men termen "farmarlag" har ursprungligen ingenting med landsbygd eller bondgård (engelska: farm) att göra. I sammanhanget syftar farm snarare på "odling" eller "plantskola".